# Quezon, Palawan
Quezon là một đô thị hạng 2 ở tỉnh Palawan, Philippines. Theo điều tra dân số năm 2000, đô thị này có dân số 41,669 người trong 8.453 hộ.

## Barangay
Quezon được chia thành 14 barangay.
- Alfonso XIII (Pob.)
- Aramaywan
- Berong
- Calumpang
- Isugod
- Quinlogan
- Maasin
- Panitian
- Pinaglabanan
- Sowangan
- Tabon
- Kalatagbak
- Malatgao
- Tagusao